# Greene megye (Georgia)
Greene megye az Amerikai Egyesült Államokban, azon belül Georgia államban található. Megyeszékhelye és legnagyobb városa Greensboro. Lakosainak száma 18 915 fő (2020. április 1.). Greene megye Oglethorpe, Taliaferro, Hancock, Oconee, Putnam és Morgan megyékkel határos.

## Népesség
A megye népességének változása:
| Lakosok száma | 15 990 | 16 041 | 16 167 | 16 321 | 16 710 | 18 915 |
|               | 2010   | 2011   | 2012   | 2013   | 2015   | 2020   |